# Goslarer Kaiserring
De Goslarer Kaiserring is een Duitse internationale kunstprijs. De officiële benaming luidt: Der Kaiserring – Kunstpreis der Stadt Goslar. De ring wordt sedert 1975 jaarlijks aan internationaal vermaarde beeldende kunstenaars uitgereikt in de stad Goslar. Doorgaans wordt dan in of bij het museum Mönchehaus te Goslar een expositie met werk van de bekroonde kunstenaar gehouden. Door het hoge niveau van de prijswinnaars geldt de Kaiserring als een prestigieuze onderscheiding.

## De prijs
De Kaiserring is een in een gouden zetting geplaatste aquamarijn met een ingegraveerde afbeelding van keizer Hendrik IV. Een kunstenaar uit de kunstenaarskolonie Worpswede, de goudsmid Hadfried Rinke, ontwierp de ring en maakt zelf jaarlijks eigenhandig nog een nieuw exemplaar.  Aan de onderscheiding is verder geen dotatie in de vorm van een geldbedrag of dergelijke verbonden.

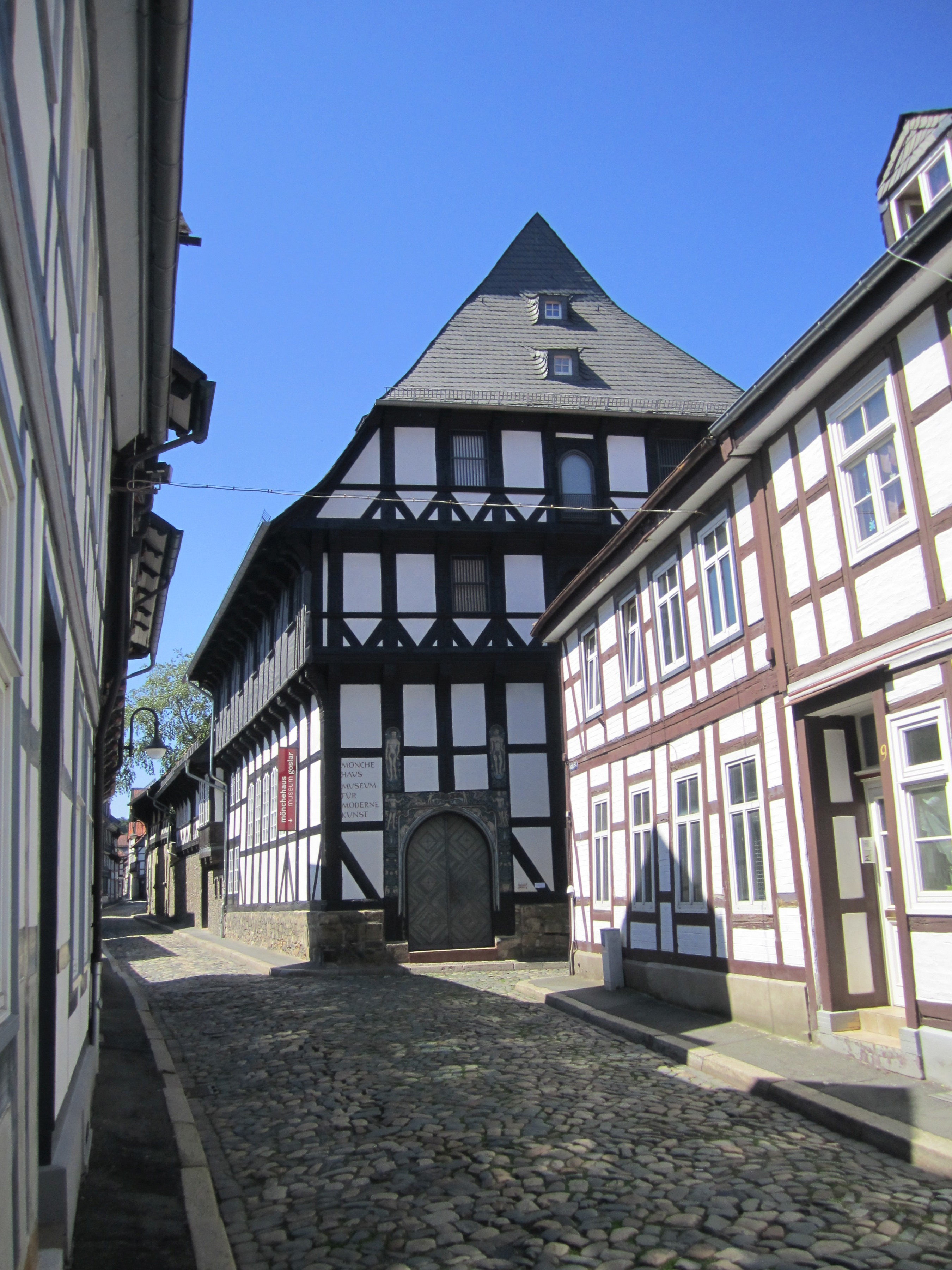
Het Mönchehaus te Goslar

De te Goslar zetelende Verein zur Förderung moderner Kunst e. V. is de stichteres van de kunstprijs; ze had omstreeks 2020 vierduizend leden. Initiator van de vereniging was Peter Schenning, een rijke industrieel en mecenas uit Goslar. Hij richtte ook, in het uit 1523 daterende vakwerkhuis waar de vereniging kantoor houdt, het museum voor moderne kunst Mönchehaus op.
De jury, die beslist over de toekenning, bestaat doorgaans uit directieleden van vooraanstaande Duitse musea.
Sedert 1984 wordt ook jaarlijks een Kaiserringstipendium aan jonge kunstenaars toegekend. De winnaar van dit stipendium mag een solo-expositie in het Mönchehaus houden, en het museum verplicht zich ook werk van de winnaar of winnares aan te kopen.

## Winnaars van de Kaiserring
- 1975: Henry Moore
- 1976: Max Ernst
- 1977: Alexander Calder
- 1978: Victor Vasarely
- 1979: Joseph Beuys
- 1980: Jean Tinguely (geweigerd)
- 1981: Richard Serra
- 1982: Max Bill
- 1983: Günther Uecker
- 1984: Willem de Kooning
- 1985: Eduardo Chillida
- 1986: Georg Baselitz
- 1987: Christo
- 1988: Gerhard Richter
- 1989: Mario Merz
- 1990: Anselm Kiefer
- 1991: Nam June Paik
- 1992: Rebecca Horn, multi-disciplinair kunstenares
- 1993: Roman Opalka
- 1994: Bernd en Hilla Becher
- 1995: Cy Twombly
- 1996: Dani Karavan
- 1997: Franz Gertsch, Zwitsers schilder en graficus
- 1998: Ilja Kabakov
- 1999: Cindy Sherman
- 2000: Sigmar Polke
- 2001: Christian Boltanski
- 2002: Jenny Holzer
- 2003: William Kentridge, Zuid-Afrikaans kunstenaar
- 2004: Katharina Sieverding, Duits fotografe, die ook in het Stedelijk Museum Amsterdam exposeerde,
- 2005: Robert Longo, Amerikaans multi-disciplinair kunstenaar
- 2006: Jörg Immendorff
- 2007: Matthew Barney
- 2008: Andreas Gursky
- 2009: Bridget Riley
- 2010: David Lynch
- 2011: Rosemarie Trockel
- 2012: John Baldessari
- 2013: Ólafur Elíasson
- 2014: Wiebke Siem, Duits multi-disciplinair kunstenares
- 2015: Boris Michailov (Борис Андрійович Михайлов), Oekraïens fotograaf
- 2016: Jimmie Durham, Amerikaans kunstenaar, schrijver en Native Americans-activist,
- 2017: Isa Genzken
- 2018: Wolfgang Tillmans
- 2019: Barbara Kruger, Amerikaans conceptual art kunstenares
- 2020: Hans Haacke, o.a. graficus, exposeerde o.a. in het Van Abbemuseum te Eindhoven
- 2021: Adrian Piper, Amerikaans conceptual art kunstenares
- 2022: Isaac Julien, Brits filmregisseur en installatiekunstenaar
- 2023: Yuri Albert, Russisch schilder[1];  Vadim Zakharov, Russisch beeldend kunstenaar[2]